# Ohe (Helme)
Die Ohe ist ein rechter Zufluss der Helme im Landkreis Eichsfeld und im Landkreis Nordhausen, in Thüringen, in Deutschland.

## Verlauf
Die Ohe entspringt aus einem kleinen Teich in Epschenrode im Eichsfeld. Sie fließt zunächst in Richtung Nordosten. An der Einmündung des Röstegrabens knickt sie nach Osten ab. Dieser Fließrichtung bleibt sie bis zur Mündung, am Speicher Schiedungen, in die Helme treu.

## Nebenflüsse
- Röstegraben (links)
- Kulmbach    (links)
- Rotkelchengraben; mit dem Trebraer Dorfbach (rechts)